# 千葉県民主医療機関連合会
千葉県民主医療機関連合会（ちばけんみんしゅいりょうきかんれんごうかい）は、全日本民主医療機関連合会(民医連)の地方組織であり、千葉県を活動地域とする。略称は千葉民医連。

## 概要
創立以来、公害問題（川鉄公害訴訟・あおぞら裁判）や被爆者医療に積極的に取り組み、市川市では全国初の訪問看護への公的助成を実現した。
事務局を千葉市中央区中央4-8-8 日進ビル201に置く。

## 加盟法人
(この節の出典)
- 社会医療法人社団千葉県勤労者医療協会 - 千葉市花見川区幕張町
  - 千葉健生病院
  - 船橋二和病院
- 医療法人財団東京勤労者医療会 - 東京都渋谷区千駄ケ谷
  - 東葛病院 - 千葉県流山市中
- 医療法人社団青光会 - 千葉市中央区
- 医療法人社団かずさ勤労者医療協会 - 市原市君塚
- ヘルパーステーションきずな - 流山市江戸川台西
- 社会福祉法人千葉勤労者福祉会 - 千葉市花見川区幕張町
- 一般社団法人千葉保健共同企画（薬局法人） - 船橋市二和西
- 株式会社外苑企画商事（薬局法人） - 流山市前平井155わかばビル3F
- 福祉協同サービス介護ショップはなぞの - 千葉市花見川区幕張